# Successione a causa di morte (ordinamento italiano)
La successione a causa di morte è un istituto giuridico dell'ordinamento italiano che si verifica quando un patrimonio o comunque un insieme di beni e/o diritti sia rimasto privo di titolare per effetto della sua morte. Costituisce uno dei casi di successione universale.

## La successione mortis causa nel diritto italiano
La successione è legittima se non c'è testamento, testamentaria se c'è, e necessaria se c'è il testamento ma questo non rispetta la legge.
Infatti alcuni tipi di eredi (per esempio i figli) non possono essere privati di una quota di beni del defunto neppure se lo stesso avesse voluto.
Il testamento viene definito dalla legge come atto revocabile con il quale taluno dispone per il tempo che egli abbia cessato di esistere di tutte le sostanze o parti di esse.
Esistono tre tipi differenti di testamento, che sono:
- testamento olografo
- testamento pubblico
- testamento segreto.

L'eredità si acquista solo con l'accettazione, che è un atto unilaterale con cui il chiamato esprime la volontà di divenire erede, ed è puro e irrevocabile.
A differenza di questa, vi è il legato, ovvero un tipo di successione a titolo particolare con cui per testamento si acquistano singoli beni staccati dall'eredità complessiva, che si acquista senza accettazione.
Con la successione un soggetto può ereditare anche i debiti del defunto e risponderne quindi illimitatamente; per evitare ciò la legge mette a disposizione l'accettazione con beneficio di inventario, grazie alla quale si tiene distinto il patrimonio del defunto da quello dell'erede.

### Apertura della successione
La successione universale si apre al momento della morte nell'ultimo domicilio del defunto. La data di morte è quella risultante dall'atto di morte iscritto nei registri dello stato civile, nel caso in cui non vi sia stata la trascrizione può essere utilizzato qualunque mezzo per darne prova.
La morte di una persona, di per sé comporta la successione, ma per parlare di devoluzione ereditaria è necessaria sia la morte sia l'accettazione da parte dei chiamati all'eredità.
La devoluzione può essere di due tipi: legale o testamentaria.
La devoluzione legale comprende sia la successione legittima sia la successione necessaria.
Si ha successione legittima nel caso in cui:
- il de cuius non abbia fatto testamento;
- pur avendo fatto testamento non abbia disposto della quota di legittima.

Si ha invece successione necessaria quando:
- il de cuius pur avendo fatto testamento ha escluso uno o più legittimari;
- in vita erano state effettuate donazioni tali da pregiudicare i diritti dei futuri eredi.

Ne consegue che il testatore non può liberamente disporre di tutti i suoi beni ma solo di una quota disponibile; la quota di riserva (o legittimaria) spetterà ai relativi soggetti titolari.
È necessario che le persone chiamate all'eredità abbiano la capacità di succedere e che non siano indegne. Sono capaci di succedere sia le persone fisiche sia le persone giuridiche (associazioni, fondazioni, società, enti, riconosciuti o non riconosciuti)
Possono succedere non solo le persone nate e concepite al momento della morte del de cuius, ma anche eventuali nascituri di una persona vivente al momento della morte del defunto.
I casi di indegnità sono i seguenti:
- chi ha volontariamente ucciso o tentato di uccidere la persona della cui successione si tratta, o il coniuge, o un discendente, o un ascendente della medesima, purché non ricorra alcuna delle cause che escludono la punibilità a norma della legge penale;
- chi ha commesso, in danno di una tali persone, un fatto al quale la legge penale dichiara applicabili le disposizioni sull'omicidio;
- chi ha denunziato una di tali persone per reato punibile con l'ergastolo o con la reclusione per un tempo non inferiore nel minimo a tre anni, se la denunzia è stata dichiarata calunniosamente in un giudizio penale; ovvero ha testimoniato contro le persone medesime imputate dei predetti reati, se la testimonianza è stata dichiarata nei confronti di lui, falsa in giudizio penale;
- chi ha indotto con violenza o dolo la persona, della cui successione si tratta, a fare, revocare o mutare testamento o l'ha impedita;
- chi ha soppresso, celato o alterato il testamento dal quale la successione sarebbe stata regolata;
- chi ha formato un testamento falso o ne ha fatto scientemente uso.

### Accettazione dell'eredità
Come detto in precedenza, per parlare di successione è necessaria non solo la morte, ma anche l'accettazione dell'eredità.
L'accettazione è un "atto unilaterale tra vivi avente contenuto patrimoniale" (art. 1324 cc) e può essere pura e semplice oppure con beneficio di inventario. Si ha un'accettazione pura e semplice quando a seguito dell'accettazione si realizza una commistione tra l'eredità ricevuta e il patrimonio dell'erede. Pertanto i creditori dell'erede potranno rifarsi anche nei confronti dell'eredità.
L'accettazione con beneficio d'inventario è invece un'accettazione intra vires del de cuius, che permette di non confondere il patrimonio del defunto con quello dell'erede, in modo che i creditori si possano soddisfare solamente entro l'attivo ereditario, e non possano aggredire il patrimonio personale dell'erede.
L'accettazione non necessariamente presuppone un atto formale o scritto. Vi è anche l'"accettazione tacita" (art. 476 Codice civile) nel caso in cui il potenziale erede disponga dei beni ereditari o in generale compia un atto che presupponga la sua volontà di accettare l'eredità (ad esempio vendendo oggetti di valore ereditari oppure facendo uso del denaro ereditato).
In linea generale vi è un lasso di tempo per poter decidere se accettare oppure rifiutare un'eredità. Ci sono principalmente due fattispecie, cioè che l'erede sia o meno nel possesso di beni ereditari. Se l'erede è nel possesso anche di uno solo dei beni ereditari (ad esempio, vivendo in un'abitazione di proprietà del de cuius oppure utilizzando un veicolo di proprietà dello stesso), allora il termine è di tre mesi (novanta giorni) a partire dalla morte del de cuius (o da quando gli è giunta notizia dell'eredità). Trascorsi i tre mesi senza aver effettuato l'inventario o senza avervi rinunciato, l'eredità si intende accettata a tutti gli effetti.
Se, invece, l'erede non è nel possesso di alcun bene ereditario (si pensi ad esempio al caso di un erede trasferitosi all'estero), il termine per poter accettare l'eredità è dieci anni. Trascorsi i dieci anni senza aver accettato l'eredità o senza averla accettata col beneficio d'inventario, essa si intende rifiutata a tutti gli effetti.

### La successione dello Stato italiano
Presupposto della successione dello Stato è un'"eredità vacante", fenomeno che ricorre quando manca ogni successibile legittimo e testamentario; la vacanza può anche verificarsi qualora i successibili esistano ma abbiano perduto il diritto di accettare per rinunzia, prescrizione o decadenza.
L'eredità vacante si distingue dall'eredità giacente perché quest'ultima presuppone la possibilità di una futura accettazione: al contrario, quella vacante presuppone accertato in modo definitivo che non vi siano più successibili.
La ratio di questo tipo di successione va individuata non solo nell'esigenza di supplire alla mancanza di ogni successibile, ma anche nello sfavore del legislatore verso una successione ereditaria non fondata sul lavoro né sul risparmio e a vantaggio di soggetti non legati al de cuius da stretti rapporti di parentela.

Ciò spiega perché, mentre nel Codice abrogato del 1865 l'eredità si devolveva allo Stato solo in mancanza di congiunti entro il 10º grado, il Codice vigente del 1942 ha ridotto la successione dei parenti entro il 6º grado.
Quanto alla natura giuridica di questa successione, una parte della dottrina (meno recente) riteneva che lo Stato non era né erede né legatario, ma che veniva ugualmente alla successione in quanto aveva la sovranità su tutti i beni situati sul proprio territorio, i quali solo per concessione si ritenevano attribuiti in godimento ai singoli cittadini, e pertanto «alla morte del concessionario i beni ritornavano allo Stato». Questa teoria non spiega come mai lo Stato non possa riprendere in ogni momento i "suoi" beni, ma debba attendere la mancanza di successibili.

Altra parte della dottrina considera lo Stato come successore a titolo particolare, tenuto soprattutto conto della responsabilità intra vires, del carattere necessario della successione, e della correlativa esclusione del potere di rinunzia.

La dottrina prevalente ritiene che lo Stato sia un vero e proprio successore legittimo e a titolo universale.

La tesi della successione a titolo di erede si basa sulla considerazione che lo Stato acquista l'eredità come universalità: pertanto, la ragione della successione dello Stato è nella sua funzione pubblica, ma questa funzione viene analizzata utilizzando il mezzo tecnico apprestato dal diritto privato, vale a dire la successione a titolo di erede.

L'acquisto dello Stato opera di diritto, senza bisogno di accettazione, e non può farsi luogo a rinuncia (art. 586 del Codice civile). La necessità dell'acquisto importa la limitazione della responsabilità intra vires. La norma che prevede una responsabilità limitata dello Stato (art. 586, comma 2, cod. civ.) non è che l'adattamento alla particolare posizione dello Stato del principio stabilito dall'art. 473 (Codice civile) per le persone giuridiche in genere.

Allo Stato spetta anche il diritto di accettare l'eredità che eventualmente faccia parte del patrimonio del quale lo Stato è erede (art. 479 cod. civ.); naturalmente, questa eredità (cioè quella contenuta) non si acquista automaticamente, e quindi in linea di principio lo Stato può accettarla o rinunziarvi.

È discusso se si possano trasmettere allo Stato i vantaggi di un'assicurazione sulla vita stipulata dal dante causa a favore degli eredi. La risposta è negativa, poiché ai sensi dell'art. 1920, ultimo comma, cod. civ., questo diritto non fa parte dell'asse ereditario, ma è acquistata dal terzo beneficiario in base al contratto di assicurazione, cioè con un atto inter vivos.

## Riferimenti normativi
- Codice civile italiano
- Art. 2 commi 47 e succ. del Decreto-legge 3 ottobre 2006, n. 262 - Disposizioni urgenti in materia tributaria e finanziaria.
- Artt. 60-66 del Decreto del Presidente della Repubblica 30 dicembre 2003, n. 398 - Testo unico delle disposizioni legislative e regolamentari in materia di debito pubblico (successione dei titoli di Stato).
- Artt. 46-50 della Legge 31 maggio 1995, n. 218 - Riforma del sistema italiano di diritto internazionale privato.